# Vanilla guianensis
Vanilla guianensis är en orkidéart som beskrevs av Frederik Louis Splitgerber. Vanilla guianensis ingår i släktet Vanilla och familjen orkidéer. Inga underarter finns listade i Catalogue of Life.